# Agelenopsis emertoni
Agelenopsis emertoni es una especie de araña del género Agelenopsis, familia Agelenidae. Fue descrita científicamente por Chamberlin & Ivie en 1935.
Se distribuye por Canadá y los Estados Unidos. La especie se mantiene activa durante los meses de enero, febrero, junio, julio, agosto, septiembre y octubre.